# لحظة من البراءة
لحظة من البراءة (بالفارسية: نون و گلدون)، فيلم إيراني من إنتاج عام 1996 من إخراج محسن مخملباف. وهو معروف أيضًا باسم الخبز وإناء الزهور.

## الحبكة
الفيلم عبارة عن رواية شبه سيرة ذاتية لتجربة مخملباف عندما كان مراهقاً، تحديدًا في عمر سبعة عشر عامًا عندما قام بطعن شرطي في مسيرة احتجاجية وسجن على اثر ذلك. بعد عقدين من الزمن، اتخذ مخملباف قرار تعقب الشرطي الذي قام بطعنه في محاولة لإصلاح الأمر، هذا العمل هو دراما ضمن أحداث واقعية.

## فريق التمثيل
- ميرهدي طيبي في دور الشرطي
- محسن مخملباف في دور المدير
- عمار الطفتي في دور المخرج الشاب
- علي بخسي في دور الشرطي الشاب
- مريم محمديني في دور الشابة

## ردود فعل متنوعة
على الرغم من أن الفيلم تم حظره في إيران، إلا أن النقاد الغربيين كانوا إيجابيين للغاية تجاهه، إذ وصفه مايك دانجيلو بأنه مزيج من السيرة الذاتية والوثائقية والأساطير، وهي شهادة جريئة على كرامتنا الفطرية وقدرتنا على الحب، " قال ستيوارت كلاوانز من ذا نيشن: يجب على القراء الاتصال به فورًا إذا رأوا فيلمًا آخر مشابه يتضمن صورةً ملحة وكاملة لآلام ومخاوف واحتياجات وأحلام للناس. " جاءت إحدى ردود الفعل السلبية القليلة من ميك لاسال من سان فرانسيسكو كرونيكل ، الذي وصف الفيلم بأنه «باهت بشكل طاحن» و «مشوش وغير منتهي» وألمح إلى أن صناعة مخملباف كانت "تساهل ذاتيًا ومتعرجًا وعديم الفائدة ومزعجة. "

## روابط خارجية
- لحظة من البراءة على موقع IMDb (الإنجليزية)
- لحظة من البراءة على موقع نتفليكس (الإنجليزية)
- لحظة من البراءة على موقع ألو سيني (الفرنسية)
- لحظة من البراءة على موقع Turner Classic Movies (الإنجليزية)
- لحظة من البراءة على موقع أول موفي (الإنجليزية)
- لحظة من البراءة على موقع قاعدة بيانات الأفلام السويدية (السويدية)
- لحظة من البراءة على موقع قاعدة بيانات الفيلم (الإنجليزية)
- لحظة من البراءة على موقع ليتربوكسد (الإنجليزية)
- لحظة من البراءة على موقع كينوبويسك (الروسية)
- جوهرة سينمائية: في جميع أنحاء العالم لحظات من البراءة بواسطة كيم جي سيوك
- A Moment of Innocence  في قاعدة بيانات الأفلام على الإنترنت (بالإنجليزية)